# 達倫·楊
達倫·楊（Darren Young，1983年11月2日—），知名美國摔角選手，本名為Fredrick Douglas "Fred" Rosser。
達倫·楊曾加入Chaotic Wrestling、東岸摔角協會（East Coast Wrestling Association）、獨立摔角聯盟（Independent Wrestling Federation）與國家摔角聯盟（National Wrestling Alliance），目前是世界摔角娛樂成員。現在是新日本職業摔角所屬。
達倫·楊接受八卦網站TMZ採訪時，宣布自身是同性戀者，成為職業摔角界第一位公開出櫃的現役摔角選手。

## 冠軍及成就

### 世界摔角娛樂
- WWE雙打冠軍(一次)與Titus O'Neil